# Bryantina javensis
Bryantina javensis är en tvåvingeart som beskrevs av Malloch 1926. Bryantina javensis ingår i släktet Bryantina och familjen husflugor. Inga underarter finns listade i Catalogue of Life.